# Бруде II
Бруде II (гэльск. Bridei II; умер в 641) — король пиктов в 635—641 годах.

## Биография
Бруде II был братом Гартнарта III. Согласно «Хронике пиктов» он правил пять лет между Гартнартом III и Талорком III. О его смерти сообщают «Анналы Тигернаха» и «Анналы Ульстера».